# Musei del Canton Ticino
Di seguito la lista dei musei del Canton Ticino.
| Immagine | Nome                                                   | Comune                | Area tematica                                              |
| -------- | ------------------------------------------------------ | --------------------- | ---------------------------------------------------------- |
|          | Museo del Cioccolato Alprose                           | Caslano               | Museo dell'industria                                       |
|          | Castello di Montebello                                 | Bellinzona            | Castello, museo archeologico                               |
|          | Museo di Castel Grande                                 | Bellinzona            | Castello, museo archeologico                               |
|          | Sasso Corbaro                                          | Bellinzona            | Castello                                                   |
|          | Museo di Valmaggia                                     | Cevio                 | Museo etnografico                                          |
|          | Museo Epper                                            | Ascona                | Museo d'arte                                               |
|          | Museo delle dogane svizzero                            | Gandria               | Museo di un ente pubblico                                  |
|          | Museo C'era una volta                                  | Riva San Vitale       | Museo etnografico                                          |
|          | Museo della Memoria                                    | Gubiasco              | Museo etnografico, museo storico                           |
|          | Museo regionale delle Centovalli e del Pedemonte       | Intragna              | Museo d'arte, museo etnografico                            |
|          | PTT - Il museo dei ricordi                             | Mendrisio             | Museo specializzato                                        |
|          | Galleria Baumgartner                                   | Mendrisio             | Museo specializzato                                        |
|          | Complesso museale Monte Verità                         | Ascona                | Museo di un ente privato, museo etnografico, museo storico |
|          | La Congiunta                                           | Giornico              | Museo d'arte                                               |
|          | Esposizione del manifesto turistico                    | Lugano - Paradiso     | Museo specializzato                                        |
|          | Cine Museo 65                                          | Sessa                 | Museo di un ente privato, museo etnografico, museo storico |
|          | Museo Vincenzo Vela                                    | Ligornetto            | Museo d'arte                                               |
|          | Museo nazionale del San Gottardo                       | Airolo                | Museo storico                                              |
|          | Fondazione Museo Mecrì                                 | Minusio               | Museo d'arte                                               |
|          | MUSEC – Museo delle Culture                            | Lugano                | Museo d'arte, museo specializzato                          |
|          | Bally Foundation                                       | Lugano                | Museo d'arte, museo di un ente privato                     |
|          | Casa-museo Luigi Rossi                                 | Tesserete             | Casa museo, museo d'arte                                   |
|          | Museo storico etnografico Valle di Blenio              | Lottigna              | Museo storico                                              |
|          | Museo etnografico della Valle di Muggio (MEVM)         | Cabbio                |                                                            |
|          | Museo di Val Verzasca                                  | Sonogno               | Ecomuseo                                                   |
|          | Museo dei fossili del Monte San Giorgio                | Meride                | Museo di scienze naturali                                  |
|          | Il mulino di Bruzella                                  | Bruzella              | Museo etnografico, museo storico                           |
|          | m.a.x. museo                                           | Chiasso               | Museo d'arte                                               |
|          | Museo Casa Rusca                                       | Locarno               | Museo d'arte, museo etnografico                            |
|          | Matasci Vini - Museo del vino                          | Tenero                | Museo dell'industria                                       |
|          | Museo di Santa Maria degli Angioli                     | Lugano                | Museo d'arte, museo storico                                |
|          | Museo San Salvatore                                    | Lugano - Paradiso     | Museo d'arte, museo storico                                |
|          | Museo Fiorenzo Abbondio                                | Minusio               | Museo d'arte                                               |
|          | Museo della ferrovia Lugano-Ponte Tresa                | Ponte Stresa          | Museo storico                                              |
|          | Museo Castello San Materno                             | Ascona                | Castello, museo d'arte                                     |
|          | Museo Comunale d’Arte Moderna                          | Ascona                | Museo d'arte                                               |
|          | Grotta dei minerali                                    | Bedretto              | Museo specializzato                                        |
|          | Fondazione Ghisla Art Collection                       | Locarno               | Museo d'arte                                               |
|          | Museo del legno                                        | Cavigliano            | Museo etnografico                                          |
|          | La Fabbrica del Cioccolato c/o Cima Norma              | Torre-Blenio          | Museo dell'industria                                       |
|          | Infocentro USTRA Airolo                                | Airolo                | Museo specializzato                                        |
|          | Museo del Bigorio                                      | Bigorio-Capriasca     | Museo storico                                              |
|          | Museo plebano                                          | Agno                  | Museo storico                                              |
|          | Archivio Storico Città di Lugano                       | Lugano                | Museo storico                                              |
|          | Teatro dell'architettura Mendrisio                     | Mendrisio             | Museo d'arte                                               |
|          | Museo d'Arte Sacra di Breno                            | Breno                 | Museo storico                                              |
|          | Museo Mario Bernasconi                                 | Pazzallo Ticino       | Museo d'arte                                               |
|          | Galleria Berno Sacchetti                               | Ascona                | Museo d'arte                                               |
|          | Museo della civiltà contadina del Mendrisiotto         | Stabio                | Museo etnografico                                          |
|          | Museo del Malcantone                                   | Curio                 | Museo etnografico                                          |
|          | Forte Airolo                                           | Airolo                | Museo storico                                              |
|          | Museo Casa Anatta                                      | Ascona                | Casa museo, museo storico                                  |
|          | Artrust                                                | Melano                | Museo d'arte                                               |
|          | Museo comico                                           | Verscio               | Casa museo                                                 |
|          | Piccolo museo di Sessa e Monteggio                     | Sessa                 | Museo etnografico, museo storico                           |
|          | Dazio Grande                                           | Rodi Fiesso           | Museo storico                                              |
|          | Collezione Giancarlo e Danna Olgiati                   | Lugano                | Museo d'arte                                               |
|          | Casa Pessina                                           | Ligornetto            | Casa museo, museo d'arte                                   |
|          | MASI Museo d'arte della Svizzera italiana              | Lugano                | Museo d'arte                                               |
|          | Museo Wilhelm Schmid                                   | Brè-Lugano            | Casa museo, museo d'arte                                   |
|          | Museo della Madonna del Sasso                          | Orselina              | Museo storico                                              |
|          | Museo Rainis e Aspazija                                | Lugano                | Museo storico                                              |
|          | Museo della grappa                                     | Croglio - Castelrotto | Museo specializzato                                        |
|          | Museo del Trasparente                                  | Mendrisio             | Casa museo, museo d'arte, museo storico                    |
|          | Atelier Titta Ratti                                    | Malvaglia             | Museo d'arte                                               |
|          | Elisarion                                              | Minusio               | Museo d'arte, museo storico                                |
|          | Museo Villa dei Cedri                                  | Bellinzona            | Museo d'arte                                               |
|          | Pinacoteca cantonale Giovanni Züst                     | Rancate               | Museo d'arte                                               |
|          | FortTi                                                 | Biasca                | Ecomuseo                                                   |
|          | Museo d'arte di Mendrisio                              | Mendrisio             | Museo d'arte                                               |
|          | Gipsoteca Gianluigi Giudici                            | Lugano                | Museo d'arte                                               |
|          | Fondazione Marguerite Arp                              | Solduno               | Museo d'arte                                               |
|          | Museo in erba                                          | Lugano                | Museo d'arte                                               |
|          | Museo e centro d'arte contemporanea Ticino (MACT/CACT) | Bellinzona            | Museo d'arte                                               |
|          | Fabbrica Culturale Baviera                             | Giornico              | Museo d'arte                                               |
|          | Museo più lungo del mondo (MULM)                       | Biasca                | Ecomuseo, museo d'arte, museo etnografico, museo storico   |
|          | Sacro Monte e santuario di S. Maria Addolorata         | Brissago              | Museo d'arte                                               |
|          | Fondazione Rolla                                       | Bruzella              | Museo d'arte                                               |
|          | Spazio Albisetti                                       | Stabio                | Museo d'arte, museo storico                                |
|          | Atelier Angelo Ferrari                                 | Ludiano               | Museo d'arte                                               |
|          | Fondazione Gabriele e Anna Braglia                     | Lugano                | Museo d'arte                                               |
|          | Atelier Genucchi                                       | Castro                | Museo d'arte                                               |
|          | Museo Sergio Maina                                     | Caslano               | Museo d'arte                                               |
|          | CasaGalleria.ART                                       | Rovio Museo d'arte    |                                                            |
|          | Museo Casorella                                        | Locarno               | Museo d'arte                                               |
|          | Museo Ruggero Leoncavallo                              | Brissago              | Museo etnografico                                          |
|          | Museo di San Sebastiano                                | Ascona                | Museo d'arte                                               |
|          | Museo onsernonese                                      | Loco                  | Museo etnografico                                          |
|          | Archivio audiovisivo di Capriasca e Val Colla (ACVC)   | Roveredo              | Museo etnografico, museo storico                           |
|          | Museo di Leventina                                     | Giornico              | Museo etnografico                                          |
|          | Museo della pesca                                      | Caslano               | Museo etnografico                                          |
|          | Museo Walserhaus                                       | Bosco Gurin           | Museo etnografico                                          |
|          | Museo parrocchiale Brissago                            | Brissago              | Museo etnografico                                          |
|          | Fondazione Museo della Storia Medica Ticinese          | Cadenazzo             | Museo storico                                              |
|          | Casa Cavalier Pellanda                                 | Biasca                | Museo storico, casa museo                                  |
|          | Esposizione veicoli d'epoca                            | Pregassona            | Museo specializzato                                        |
|          | Fondazione d'arte Erich Lindenberg                     | Porza                 | Museo d'arte                                               |
|          | Museo Forte Olimpio                                    | Magadino              | Museo storico                                              |
|          | Parco Scherrer                                         | Morcote               | Museo di un ente pubblico                                  |
|          | Museo cantonale di storia naturale                     | Lugano                | Museo di scienze naturali, museo storico                   |
|          | Sentiero delle leggende                                | Gerra Verzasca        | Ecomuseo, museo storico                                    |
|          | Museo storico Villa Saroli                             | Lugano                | Museo storico                                              |
|          | Piccolo museo della scatola di latta                   | Brione sopra Minusio  | Museo specializzato                                        |
|          | Villa Ciani                                            | Lugano                | Museo d'arte                                               |
|          | Museo Cà da Rivöi                                      | Olivone               | Casa museo, museo storico                                  |
|          | Museo patriziale                                       | Indemini              | Museo storico                                              |
|          | Archivio Fotografico Donetta                           | Corzonesco            | Museo specializzato                                        |
|          | Museo del caffè                                        | Balerna               | Museo specializzato                                        |
|          | Swissminiatur                                          | Melide                | Museo specializzato                                        |
|          | Museo Hermann Hesse                                    | Montagnola            | Museo specializzato                                        |
|          | Museo della miniera d'oro                              | Sessa                 | Museo specializzato                                        |
|          | Galleria del racconto                                  | Robasacco Cadenazzo   | Museo specializzato                                        |
|          | Mulino e Pesta del Precassino                          | Cadenazzo             | bene immobile museo specializzato                          |
|          | Casa della lana                                        | Verzasca              | Casa museo, museo specializzato                            |
|          | Piccolo museo della radio e della fotografia           | Olivone               | Museo specializzato                                        |
|          | Fondazione Rolf Gérard                                 | Ascona                | Museo specializzato                                        |
|          | Museo della radio                                      | Rivera                | Museo specializzato                                        |